# Ramjar Gewog
Ramjar Gewog est une commune (ou Gewog) située sur le district de Trashiyangtse au Bhoutan.